# Occidryas monoensis
Occidryas monoensis är en fjärilsart som beskrevs av Gunder 1928. Occidryas monoensis ingår i släktet Occidryas och familjen praktfjärilar. Inga underarter finns listade i Catalogue of Life.